# Saint-Laurent-d'Aigouze
Saint-Laurent-d'Aigouze là một xã ở tỉnh Gard. Xã này có diện tích 89,81 km², dân số năm 1999 là 3152 người. Khu vực này có độ cao trung bình 5 mét trên mực nước biển.